# Takatsugu Jōjima
Takatsugu Jōjima (城島高次?, Jōjima Takatsugu, talvolta accreditato come Takaji Jōshima; Prefettura di Saga, 20 giugno 1890 – 9 ottobre 1967) è stato un ammiraglio giapponese, attivo durante la seconda guerra mondiale.
Si arruolò nella marina imperiale giapponese nel 1912. Conseguiti i diplomi ai corsi di artiglieria e uso del siluro, nel 1918 s'iscrisse al Collegio navale e seguì il Corso di navigazione, completandolo nel 1919 con la nomina a tenente di vascello. Servì come ufficiale di rotta su varie unità sino al 1923 e ancora dal 1926 al 1930, anno nel quale divenne capitano di fregata. Di riconosciuta competenza, tra il 1932 e il 1935 servì come vicecomandante sull'incrociatore leggero Nagara, quello pesante Aoba e sulla corazzata Kirishima. Promosso capitano di vascello alla fine del 1936, assunse il comando della portaerei leggera Hosho e nell'ultimo periodo degli anni trenta operò nell'ambito delle portaerei.
In qualità di comandante della portaerei Shokaku, Jojima era tra coloro che diressero l'attacco di Pearl Harbor e partecipò a tutte le susseguenti azioni condotte dalla 1ª Flotta aerea. Ebbe parte anche nella battaglia del Mar dei Coralli (4-8 maggio) e dall'inizio di ottobre comandò i convogli di rinforzi per le truppe giapponesi impegnate nella campagna di Guadalcanal. Dal 1º settembre 1943 ebbe ai suoi ordini la 2ª Divisione portaerei (Hiyo, Junyo, Ryuho) che condusse nella battaglia del Mare delle Filippine, conclusasi con una grave sconfitta tattico-strategica della marina imperiale. Comandante di flottiglie aeree prima sull'Isola di Formosa e poi in Giappone, la fine della guerra mondiale lo trovò a capo della 12ª Flottiglia. A fine settembre si ritirò dal servizio attivo e morì nel 1967.

## Biografia

### Gli inizi in marina
Takatsugu Jōjima nacque il 20 giugno 1890 nella prefettura di Saga; iscrittosi all'Accademia navale, entrò nella 40ª classe e si diplomò il 17 luglio 1912, centoundicesimo su 144 allievi. Con il brevetto di aspirante guardiamarina entrò nell'equipaggio dell'incrociatore corazzato Adzuma, quindi il 1º maggio 1913 fu trasferito all'incrociatore da battaglia Ikoma. Divenuto guardiamarina il 1º dicembre, fu imbarcato sull'incrociatore da battaglia Ibuki, il 23 marzo 1914 passò a servire sull'incrociatore protetto Akashi e infine il 1º ottobre 1915 ritornò sull'incrociatore Ikoma. Il 13 dicembre, con la promozione a sottotenente di vascello, iniziò a frequentare il Corso base di artiglieria navale e dal 1º giugno 1916 attese al Corso base della Scuola siluristi. Completati con profitto i corsi, il 1º dicembre divenne membro del Corpo marinai di Maizuru per un anno, quindi fu destinato all'equipaggio dell'incrociatore protetto Nisshin. Il 6 gennaio 1918 Jōjima fu trasferito alla corazzata Asahi, poi il 4 settembre fu imbarcato su naviglio leggero, il cacciatorpediniere di terza classe Hatsuharu, per circa tre mesi. Il 1º dicembre iniziò gli studi presso il Collegio navale iscrivendosi al Corso studenti di navigazione. L'anno successivo terminò con successo il corso ottenne la nomina a tenente di vascello e fu integrato nell'equipaggio della corazzata costiera Manshu, della quale il 21 gennaio 1920 divenne ufficiale di rotta.

### Anni venti e trenta
Jōjima rimase a bordo della Manshu sino al 17 giugno, data alla quale fu assegnato sempre come ufficiale di rotta alla nave trasporto truppe Takasaki; un anno più tardi, l'8 giugno 1921, fu imbarcato con la stessa mansione sul posamine Katsuriki, il 1º dicembre sulla nave appoggio idrovolanti Wakamiya, poi sulla petroliera di squadra Shiriya (dal 10 novembre 1922) e infine sull'incrociatore leggero Tatsuta (dal 15 ottobre 1923). Il 1º dicembre 1924 divenne assistente presso lo stato maggiore della 1ª Flotta di spedizione operante nel Mar Cinese Orientale, ricoprendo tale posizione per un anno, dopo il quale ritornò al Tatsuta come ufficiale di rotta e con il grado di capitano di corvetta. Quindi servì con tale incarico sugli incrociatori leggeri Natori a partire dal 1º maggio 1926 e Abukuma dal 1º novembre, sul quale ultimo servì per oltre due anni. Infatti solo il 20 novembre 1928 ottenne un nuovo incarico, questa volta sull'incrociatore pesante Haguro come addetto alla cura/manutenzione dell'armamento; il 25 aprile 1929 prese il posto di ufficiale di rotta dell'incrociatore.
Il 1º dicembre Jōjima passò a bordo della portaerei di squadra Kaga sempre in qualità di ufficiale di rotta: mentre serviva su questa unità ebbe, un anno più tardi, la promozione a capitano di fregata. Con il 1º dicembre 1932 iniziò un lungo periodo di servizio come vicecomandante di svariate unità, a partire dalla petroliera di squadra Notoro, cui seguì il 20 ottobre 1933 l'incrociatore leggero Nagara, l'incrociatore pesante Aoba dal 15 novembre 1934 e infine l'incrociatore da battaglia rimodernato Kirishima dal 15 novembre 1935. Questa esperienza, unita ai trascorsi di ufficiale di rotta, li valsero la nomea di abile comandante, capace "di dirigere una nave da guerra pure sulla terraferma". Il 18 agosto 1936 divenne comandante della petroliera di squadra Tsurumi e durante l'incarico fu elevato al grado di capitano di vascello (1º dicembre). Sebbene non avesse mai conseguito il brevetto di pilota, il 16 ottobre 1937 fu scelto per comandare la portaerei leggera Hosho; tra il 10 agosto e il 15 dicembre 1938 funse anche da ufficiale capo degli addetti alla cura/manutenzione dell'armamento sulla portaerei di squadra Hiryu. Il 1º aprile 1939 Jōjima cedette il comando della Hosho per assumere quello della Hiryu.

### La seconda guerra mondiale

#### 1939-1942

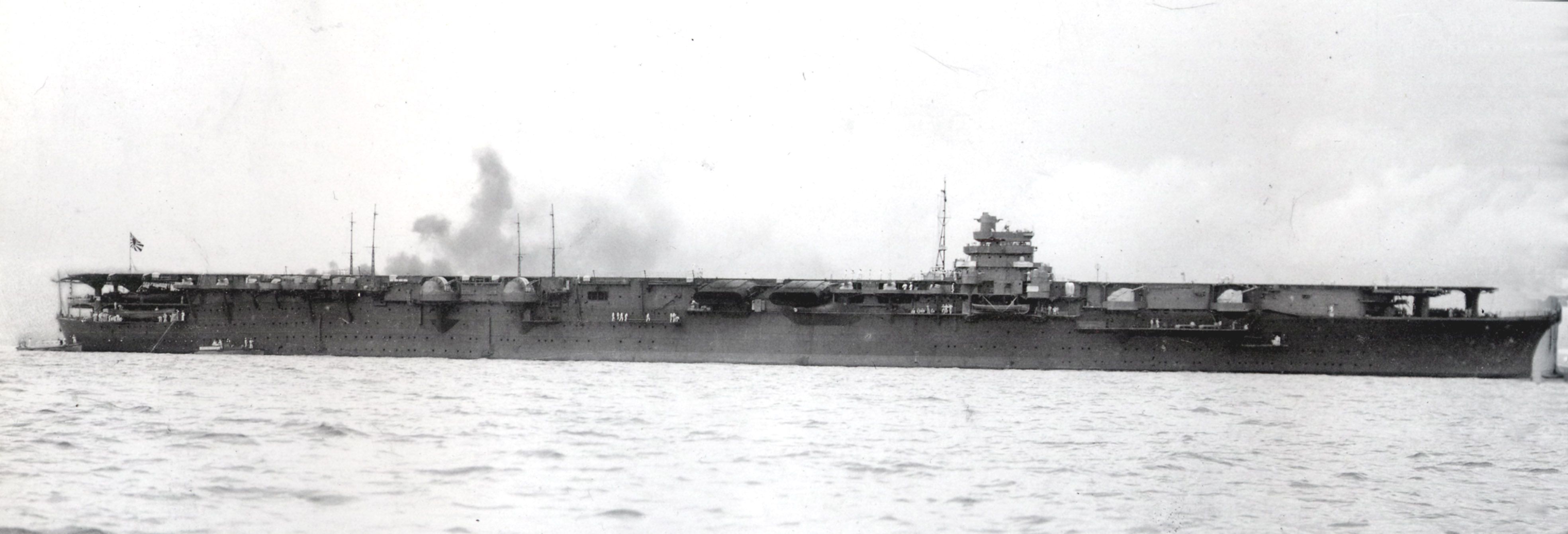
La portaerei Shokaku, il primo comando in guerra tenuto da Jōjima

Il 15 novembre 1939 Jōjima fu spostato all'Unità aerea di base a Kure: questo incarico gli permise di mettersi positivamente in luce per le ottime qualità di comando e organizzazione dei reparti. Perciò il 15 novembre 1940 fu nominato ufficiale capo degli addetti alla cura/manutenzione dell'armamento della Shokaku, ruolo che un mese dopo affiancò al comando della nave appoggio sommergibili Tsurugisaki. Il 17 aprile 1941 ricevette il comando della Shokaku e fino all'8 agosto mantenne entrambi i posti: alla data fu confermato a capo della portaerei e lasciò il comando della Tsurugisaki. In questi ultimi anni l'Impero giapponese si era avvicinato al Terzo Reich e all'Italia fascista, siglando un'alleanza il 27 settembre 1940 (Patto tripartito); rinunciato a espandersi in Siberia e con la guerra in Cina che stagnava, la dirigenza politico-militare nipponica decise di espandersi verso sud e garantire così il grande fabbisogno energetico delle forze armate.
Il 7 dicembre 1941 si verificò l'attacco di Pearl Harbor, cui Jōjima partecipò in quanto comandante della portaerei Shokaku, una delle sei costituenti la 1ª Flotta aerea preparata per l'assalto; allo stesso tempo erano iniziate le operazioni nel Sud-est asiatico e nel Pacifico occidentale. Dopo Pearl Harbor e agli ordini del contrammiraglio Chūichi Hara, Jōjima diresse i propri uomini nei rapidi raid sulle postazioni australiane in Nuova Guinea (gennaio 1942) e nell'incursione nell'Oceano Indiano (inizio aprile). Promosso contrammiraglio il 1º maggio 1942, fu subito dopo coinvolto nella battaglia del Mar dei Coralli avvenuta tra il 4 e l'8 maggio. La battaglia ebbe il suo momento decisivo l'ultimo giorno, nel corso del quale i gruppi aerei imbarcati giapponesi affondarono la portaerei USS Lexington; tuttavia alcuni bombardieri in picchiata statunitensi colpirono la Shokaku con due bombe, una a prua e l'altra a poppa, seguite da un terzo ordigno che devastò l'interno della nave. Visti i danni subiti, la portaerei fece sosta alla grande base aeronavale di Truk e quindi fece rotta sul Giappone per riparazioni.
Il 25 maggio, perciò, Jōjima fu trasferito a terra e prese il comando del 3º Distretto navale con quartier generale a Sasebo ma per un breve periodo, giacché il 15 giugno entrò come assistente nello stato maggiore della Flotta Combinata; appena cinque giorni più tardi fu ancora trasferito, questa volta alla testa dell'11ª Divisione navi appoggio idrovolanti, alla data impegnata nell'occupazione di Kiska nelle isole Aleutine. La divisione giunse in Giappone a fine giugno, Jōjima ne assunse ufficialmente il comando e, dopo rifornimento di mezzi e carburante, il 23 agosto fece rotta per il Pacifico meridionale, ancorandosi il 28 alla base delle isole Shortland, nelle Salomone settentrionali. Jōjima prese parte attivamente alla campagna di Guadalcanal. Nella notte tra l'11 e il 12 ottobre guidò l'11ª Divisione (Nisshin, Chitose) e sei cacciatorpediniere, convoglio che sbarcò indisturbato truppe ed equipaggiamenti a Guadalcanal mentre infuriava la battaglia di Capo Speranza. Continuò a dirigere i convogli di rinforzi fino all'abbandono dell'isola nel gennaio-febbraio 1943.

#### 1943 - 1945
Dopo l'evacuazione di Guadalcanal, Jōjima fu rimpatriato e il 15 aprile fu assegnato al 1º Distretto navale con quartier generale a Yokosuka. Il 17 aprile, però, prese precipitosamente un aereo e giunse a Rabaul per sconsigliare l'ammiraglio Isoroku Yamamoto di condurre un giro d'ispezione nelle Salomone centrali, come recitava un messaggio radio: Jōjima aveva aspramente criticato "l'idiozia di inviare una comunicazione radio tanto lunga e dettagliata sulle attività del comandante in capo [della Flotta combinata]" perché aveva motivo di credere che i codici navali giapponesi fossero stati penetrati (come in effetti era accaduto). L'ammiraglio non ascoltò l'avvertimento e il 18 aprile morì sul bombardiere Mitsubishi G4M su cui viaggiava, abbattuto da caccia Lockheed P-38 Lightning statunitensi.
Tornato in Giappone, Jōjima fu nominato comandante della 50ª Flottiglia aerea il 10 maggio. Il 1º settembre prese il comando della 2ª Divisione portaerei (Hiyo, Junyo, Ryuho), cui affiancò dal 10 al 29 marzo 1944 anche quello della 652ª Unità aerea. Tra il 19 e il 20 giugno partecipò alla drammatica battaglia del Mare delle Filippine, nella quale la Marina imperiale, riorganizzate le proprie forze da battaglia nella Dai-Ichi Kidō Kantai – "1ª Flotta mobile" – sul modello delle task force statunitensi, riponeva grandi speranze: in azione si confermò un ufficiale dinamico e aggressivo, ma lo scontro terminò con la distruzione pressoché completa dei gruppi imbarcati, ricostituiti con molta fatica negli anni precedenti. Jōjima perse inoltre la Hiyo e la Ryuho soffrì danni pesanti. Il 10 luglio, dissolta la 2ª Divisione portaerei, fu riassegnato al comando della 21ª Flottiglia aerea di stanza a Tainan sull'Isola di Formosa; il 20 dicembre, in seguito alle gravi falcidie subite dall'aviazione imperiale nella battaglia aerea di Formosa (10-12 ottobre), assunse in contemporanea il comando del gruppo aereo di Kasumigaura e dell'11ª Unità aerea combinata, un reparto d'addestramento.
Il 6 gennaio 1945 Jōjima fu confermato al comando dell'11ª Unità aerea combinata che tenne per circa due mesi, quindi il 1º marzo fu posto a capo della 12ª Unità aerea combinata. Il 5 maggio fu ancora una volta ridislocato quale comandante della 12ª Flottiglia, ultima posizione di alta responsabilità da lui ricoperta: il 15 agosto l'Impero giapponese si arrese senza condizioni agli Alleati.

### Ultimi anni e morte
Il 30 settembre 1945 il contrammiraglio Jōjima fu posto in riserva; tuttavia egli abbandonò definitivamente il servizio attivo. Si ritirò a vita privata e morì il 9 ottobre 1967, all'età di 77 anni.